# Joseph Augustus Zarelli

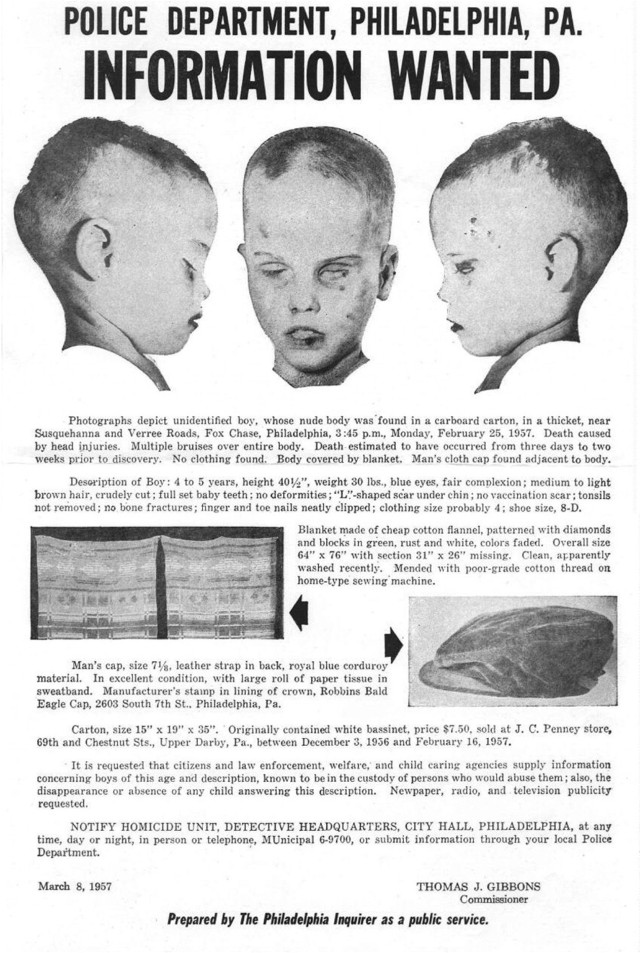
Originalplakat zum „Boy in the Box“-Fall, mit dem die Polizei versuchte, das unbekannte Opfer zu identifizieren.

Joseph Augustus Zarelli (* 13. Januar 1953; † vor 25. Februar 1957), vormals bekannt unter dem Notnamen
Boy in the Box (Junge im Karton) bzw. America’s Unknown Child (Amerikas unbekanntes Kind) ist ein Mordopfer, das am 25. Februar 1957 neben der Susquehanna Road im Stadtteil Fox Chase der US-amerikanischen Großstadt Philadelphia tot in einem Pappkarton aufgefunden wurde und bis 2022 nicht identifiziert werden konnte. 
Der Fall, der seinerzeit ein erhebliches Presseecho nach sich zog, das noch viele Jahre anhielt, ist der älteste Cold Case Philadelphias und gehört zu den ältesten ungelösten Kriminalfällen der USA. Die Ermittlungen bekamen nach 65 Jahren aufgrund kriminaltechnischer Fortschritte im Jahr 2021 neuen Aufschwung. Im Dezember 2022 konnte das Mordopfer nach über 65 Jahren als Joseph Augustus Zarelli identifiziert werden.

## Das Opfer
Das Opfer war ein unbekleideter weißer Junge mit einem geschätzten Alter von 3 bis 6 Jahren. Die Haarfarbe war blond bis hellbraun („sandy“), die Augenfarbe war blau. Nach der Identifizierung 2022 als Joseph Augustus Zarelli wurde auch bekannt, dass der damalig Vierjährige mütter- wie väterlicherseits mehrere Geschwister habe, die noch am Leben seien. Eine Geburtsurkunde existiert, aber eine Sozialversicherungsnummer wurde nie ausgestellt.

### Gesamtschau
Der Junge war vor seiner Ablage augenscheinlich noch gebadet worden, so war sein Körper komplett sauber, Finger- und Fußnägel frisch gekürzt. Seine Haare wurden unprofessionell und hastig geschoren, so klebten bei seiner Auffindung noch überall abrasierte Haarsträhnen am Körper. Es gab überdies auch noch Hinweise darauf, dass seine Augenbrauen gezupft worden sein könnten. Die Fläche seiner rechten Hand und die Sohlen beider Füße zeigten Waschhautbildung, was darauf hindeutete, dass die rechte Hand und beide Füße um den Todeszeitpunkt herum für eine längere Zeit im Wasser gelegen haben mussten.

### Zustand
Der Körper war gut erhalten, beginnende Verwesungsanzeichen waren zu erkennen. So hatten seine Augen angefangen, in ihre Höhlen zurückzusinken und der Bauch begonnen, sich aufzublähen und zu verfärben.

### Beschreibung
Der Junge hatte noch einen vollen Satz Milchzähne. Sein Körper war dem geschätzten Alter nach nicht entsprechend entwickelt, im Vergleich zu anderen Kindern zu klein, zu dünn und zu leicht. Der Körper war an verschiedenen Stellen mit Hämatomen übersät, mutmaßlich alle zur selben Zeit, um den Todeszeitpunkt herum, zugefügt.

### Narben
Der Körper wies sieben ältere, gut verheilte Narben auf, drei davon möglicherweise als Folge eines operativen Eingriffs. Am Arm war keine Narbe einer (damals typischen und im Alter von 4 Jahren verabreichten) Pockenschutzimpfung nachweisbar.

### Details
Als mit ultraviolettem Licht auf das linke Auge des Jungen geleuchtet wurde, fluoreszierte es in blauer Farbe, was darauf hinweisen könnte, dass ein diagnostischer Spezialfarbstoff angewandt worden war, um möglicherweise ein chronisches Augenleiden zu behandeln. Die Obduktion ergab, dass der Junge in den letzten zwei oder drei Stunden seines Lebens etwas gegessen haben musste, das eine braune Masse im Magen bildete. Der mysteriöse braune Rückstand konnte nicht identifiziert werden, möglicherweise hatte sich der Junge kurz vor seinem Tod erbrochen. Röntgenaufnahmen zeigten keine aktuellen oder vergangenen Knochenbrüche.

## Tat- und Auffindeort
Der Auffindeort entspricht nicht dem Tatort. Der genaue Tatort ist bis heute unbekannt, der Junge wurde vorsätzlich zu dem Auffindeort verbracht und dort abgelegt.

### Auffindesituation
Der nackte Körper lag in einer billigen Decke eingewickelt, rücklings mit dem Kopf zum offenen Ende gerichtet, mit über seinem Bauch verschränkten Armen, in einem seitlich offenen großen Karton, der ursprünglich als Verpackung für eine Babywiege gedient hatte.

### Liegezeit
Das kühle Wetter machte es schwierig, zu ermitteln, wie lange das Kind dort gelegen hatte. Es konnten zwei bis drei Tage gewesen sein, aber auch zwei oder drei Wochen.

## Ermittlungen

### 1950er Jahre
Im Jahr 1957 waren DNS-Tests oder Computer noch unbekannt bzw. nicht für zivile Strafverfolgung nutzbar. Spurensicherung erfolgte daher durch klassische Spurensammlung, wie Tatortanalyse und -fotografie, klassische Leichenschau, Dokumentenrecherche und Befragung von etwaigen Zeugen und/oder Verdächtigen.
Finger- und Fußabdrücke der Leiche wurden mit Krankenhausakten aus der Umgebung verglichen, ohne Ergebnis. Pflegefamilien und Heime in der näheren Umgebung wurden von den Ermittlern überprüft. Es wurden alle dort untergebrachten Kinder angetroffen, womit ausgeschlossen werden konnte, dass der Junge aus einer dieser Pflegefamilien oder Heime gekommen sein könnte.

### 1990er Jahre
Im Jahr 1998 wurde das Grab des Jungen geöffnet, in der Hoffnung, noch vorhandenes DNS-Material für die damals neu eingeführte DNS-Analyse extrahieren zu können. Es konnte mit damaligen Mitteln aber nur mitochondriale DNS gewonnen werden, die keine Ergebnisse erbrachte.

### 2020er Jahre
Im April 2021 teilte der leitende Ermittler, Robert Kuhlmeier, mit, dass es aufgrund technischer Fortschritte mithilfe eines europäischen Labors nunmehr doch gelungen sei, ein vollständiges DNS-Profil zu erhalten, das eine adäquate Suche endlich möglich mache.
Im November 2021 äußerte der Leiter der Mordkommission, Captain Jason Smith, wenn die Ermittlungen so gut weiterliefen wie bisher, hoffe er bis Ende des Jahres 2021 Ergebnisse präsentieren zu können und kündigte noch an, es nicht bei der Identitätsfeststellung belassen zu wollen, sondern die Ermittlungen weiterzuführen, um auch die Schuldigen auszuermitteln.
Im Dezember 2022 teilte die Polizei Philadelphias mit, dass der Junge identifiziert worden sei. Die forensische Genealogin Colleen Fitzpatrick hatte durch Abgleich mit Gendatenbanken eine Liste möglicher Verwandter erstellen können. Die Polizei hatte diese Liste durch Hausbesuche abgearbeitet. Am 8. Dezember wurde die Identität Joseph Augustus Zarellis bekanntgegeben. Die Polizei teilte mit, dass nach dem Mörder weiter gesucht werde und dass eine Belohnung für sachdienliche Hinweise ausgeschrieben sei.

## Beweise

### Der Karton
Der Karton, in der man die Leiche fand, war ursprünglich die Verpackung einer Baby-Wiege. Die Wiege, die in genau jenem Karton transportiert wurde, in welchem man auch den Jungen gefunden hatte, stammte aus einem Dutzend, welches am 27. November 1956 an eine J. C. Penney-Filiale geliefert und zwischen dem 3. Dezember 1956 und dem 16. Februar 1957 verkauft worden war. Es gab keine Geschäftsakten, aus denen die Identitäten der Käufer hervorgingen. Dennoch gelang es den Ermittlern, mit einer Ausnahme den Verbleib aller Wiegen und ihrer Kartons zu ermitteln. Der Karton, in dem Zarelli gefunden wurde, war in relativ gutem Zustand und die Innenseite hatte weiße Farbstriche, was darauf hinwies, dass die Wiege, die damit transportiert wurde, auch weiß war. Es wurden keinerlei Fingerabdrücke auf dem Karton gefunden.

### Männerkappe
Eine blaue Männerkappe wurde in der Nähe des Auffindeorts gefunden. Ein Trampelpfad führte direkt dorthin. Es stellte sich heraus, dass von der Kappe nur zwölf Exemplare hergestellten worden waren, die Verkäuferin konnte sich aufgrund eines Sonderwunsches des Käufers noch an einen erinnern. Ihrer Meinung nach sah er dem Kind ähnlich. Der Mann war allein, trug Arbeiterkleidung, sprach keinen ausländischen Akzent, hatte blondes Haar und war möglicherweise Ende 20.

## Zeugenaussagen
- Frederick J. Benonis: Ein 26 Jahre alter Student. Er rief am 26. Februar 1957 kurz nach 10 Uhr vormittags die Polizei und meldete, dass er am Vortag die Leiche eines kleinen Jungen gefunden hatte. Er gab an, am Montagnachmittag gegen 15:15 Uhr entlang der Susquehanna Road gefahren zu sein. Er sah einen Hasen in das Unterholz springen, stoppte das Auto und folgte dem Tier. Er sah einige Bisamrattenfallen und kam dann zu einem großen Pappkarton. Er sah hinein und fand etwas, das er für eine Puppe oder einen kleinen Jungen hielt. Er entschied sich, den Vorfall nicht zu melden, revidierte seine Entscheidung aber am nächsten Tag. Die Polizei erfuhr später, dass Benonis die Angewohnheit hatte, junge Frauen in einer nahe gelegenen Schule auszuspionieren und deswegen womöglich nicht gleich die Polizei anrief. Benonis machte freiwillig einen Lügendetektor-„Test“ und bestand ihn.
- Im März 1957 meldete sich eine Amateurkünstlerin, die den Jungen als denselben identifizierte, den sie in einem Bus von Philadelphia ins südliche New Jersey gesehen hatte. Der Junge habe in den Armen eines Mannes geschlafen, mit dem er in Camden in den Bus eingestiegen sei. Die Frau übermittelte den Ermittlern eine Zeichnung vom Gesicht des Mannes, aber die Ermittler waren nicht in der Lage, ihre Geschichte zu verifizieren oder den Bus-Passagier zu ermitteln.
- Im März 1957 meldete sich eine Kellnerin aus Wilmington, Delaware, und identifizierte den Jungen als das Kind, das sie vor einigen Monaten mit einem Mann Hand in Hand an ihrem Arbeitsplatz vorbeigehen sah. Der Mann habe dabei darüber gesprochen, einen Zug nach Philadelphia erwischen zu müssen. Die Zeugenaussage der Frau konnte nicht erhärtet werden.
- Kurz nachdem die Leiche des Jungen gefunden wurde, erzählte ein Mann der Polizei von einem seltsamen Vorfall am Sonntag, dem 24. Februar 1957, etwa 60 Meter von der Stelle entfernt, an der das Opfer gefunden wurde. Der Zeuge erklärte, er sei die Verree Road entlanggefahren, als er ein Auto gesehen habe, das in der Susquehanna Road geparkt war. Eine Frau und ein Junge standen beim Kofferraum des Autos. Die Frau schien nach irgendetwas im Kofferraum zu greifen. Jene Frau war zwischen 40 und 50 Jahren alt, von mittlerer Statur und Größe und trug einen karierten Wintermantel. Der Junge war etwa zwischen zwölf und 14 Jahren alt und etwa genauso groß wie die Frau. Der Zeuge erklärte, er habe gedacht, die beiden hätten eine Reifenpanne. Deshalb sei er in die Susquehanna Road abgebogen, habe sein Auto verlangsamt und gefragt, ob die beiden Hilfe brauchten. Laut seiner Aussage drehten ihm beide den Rücken zu und verharrten still. Sie schienen dabei zu versuchen, das Autokennzeichen vor ihm zu verstecken. Der Mann fand dies seltsam, entschied aber, dass die beiden nicht von ihm gestört werden wollten, und fuhr weiter.
- Max Schellinger, ein Friseur aus Philadelphia, erzählte der Polizei, er sei sich „fast sicher“, dass er dem Jungen nur eine Woche vor dessen Auffindung die Haare geschnitten habe. Der Junge habe ihm erzählt, fünf Brüder und eine Schwester zu haben und in der Strawberry-Mansion-Gegend der Stadt nahe dem Schuylkill River zu leben. Zwei Ermittler begleiteten Schellinger bei einer Haus-zu-Haus-Tour in der Gegend, um mögliche Zeugen zu ermitteln, die weitere Informationen über den Jungen und seine Familie geben könnten. Die Suche war ergebnislos.
- John Powroznik war ein 18-jähriger Junge, welcher der Polizei erzählte, er habe die Leiche des ermordeten Jungen bereits am Wochenende des 22. bis 23. Februar 1957 gefunden, sei aber zu verängstigt gewesen, irgendjemandem davon zu erzählen. Sein Zuhause war in der Nähe des Tatortes und Powroznik war der Besitzer mehrerer Bisamrattenfallen in der Nähe. Powroznik war über den exakten Tag des Auffindens des Kartons nicht sicher, sagte den Ermittlern aber, es habe zu dieser Zeit genieselt. Laut Wetterauskunft gab es am Samstag, dem 23. Februar um etwa 13 Uhr leichten Regen.

## Theorien

### Die Pflegefamilie
Eine damals in der Nähe wohnende Pflegefamilie wurde von dem privat ermittelnden Coroner Remington Bristow verdächtigt, etwas mit dem Tod des Jungen zu tun zu haben. Bristow vermutete, dass der Junge ein leibliches Kind der Pflegefamilie war. Beim Verkauf des Hauses im Jahre 1961 sah Bristow sich darin um und fand sowohl einen Ententeich vor, von dem er vermutete, die Hand und die Füße des Jungen könnten darin gelegen haben, sowie eine Wiege der Bauart, wie sie in dem Karton transportiert worden war. 1988 fand Bristow in den Unterlagen den Namen eines Arztes, der die Kinder der Pflegefamilie betreut hatte und nie befragt worden war. Bristow vermutete die Krankenakte des unbekannten Jungen im Besitz des Arztes. Er fand die Frau des Arztes, die ihm aber erzählte, alle Unterlagen ihres Mannes bei dessen Tod fünf Jahre zuvor vernichtet zu haben. Bristow hörte bis zu seinem Tod 1993 nie auf, die Pflegefamilie zu verdächtigen.
Die polizeilichen Ermittler aber verdächtigten die Pflegefamilie niemals, etwas mit dem Mord zu tun zu haben. Alle Pflegekinder, die unter der Obhut der Pflegefamilie standen, wurden aufgefunden und trotz mehrerer Verhöre der Pflegefamilie, darunter auch eines im Jahre 1984 und eines im Jahre 1998, wurde nie eine Spur gefunden, die die Pflegefamilie hätte belasten können.

### M's Geschichte
Im Februar 2002 erklärte eine Frau, die nur durch den Buchstaben „M“ oder den Namen „Martha“ bezeichnet wird, ihre Mutter habe den unbekannten Jungen im Jahre 1954 von seinen leiblichen Eltern adoptiert und anschließend im Keller gehalten. In der Folge sei der Junge, dessen Name „Jonathan“ gewesen sein soll, immer wieder Misshandlungen durch ihre Mutter ausgesetzt gewesen. Nach 2½ Jahren habe sie ihn schließlich getötet, indem sie ihn zu Boden warf, nachdem er in die Badewanne erbrochen hätte (dazu passt der braune Rückstand im Magen). Daraufhin habe die Mutter ihm die langen Haare geschnitten, um die Identifikation zu erschweren, und sie und ihre Mutter hätten ihn dann in der Fox-Chase-Gegend in einem Pappkarton, den sie dort gefunden hatten, abgelegt. „M“ erzählte auch, dass, gerade als sie und ihre Mutter den Körper des Jungen aus dem Kofferraum holen wollten, ein männlicher Autofahrer gestoppt habe und sie gefragt habe, ob sie Hilfe brauchten. Die beiden hätten dann ihre Rücken zu dem Mann gedreht und versucht, das Nummernschild zu verdecken. Nach ein paar Augenblicken sei der Mann wieder davongefahren. Diese Aussage passte zu der oben erwähnten, 1989 noch geheim gehaltenen Aussage eines Mannes aus dem Jahre 1957. Diese Geschichte erzählte „M“ laut Aussage ihrer Psychiaterin bereits 1989, weigerte sich aber 13 Jahre lang, sie auch der Polizei zu erzählen.
Die Ermittler waren anfangs von der passenden Aussage „M“s begeistert, wenn auch skeptisch. Zu ihrer Enttäuschung brachte eine Nachforschung keine Beweise für diese Geschichte zu Tage. Die Nachbarn von „M“s Mutter, die damals auch einen Schlüssel und damit Zugang zum Haus hatten, erklärten sie als „lächerlich“ und wussten von keinem Jungen, der in dem Haus gewohnt hätte. Auch bei einer Suche im Keller des Hauses wurden keine Hinweise gefunden. Aufgrund fehlender Aufzeichnungen des Gespräches der Psychiaterin mit „M“ aus dem Jahre 1989 kann auch nicht ausgeschlossen werden, dass die Zeugenaussage im Laufe der Zeit verändert oder überhaupt erst später erfunden wurde. Auch die jahrelangen psychischen Probleme von „M“ untergraben die Glaubhaftigkeit der Geschichte. Festzuhalten ist, dass die Ermittler weder einen Beweis noch einen Gegenbeweis für die Geschichte „M“s fanden.

## Rezeption
Der Kriminalfall dient als Basis für den Spielfilm „Stolen Lives – Tödliche Augenblicke“ aus dem Jahr 2009 mit Jon Hamm und Josh Lucas in den Hauptrollen.